# Palmyra (Nova Jersey)
Palmyra és una població dels Estats Units a l'estat de Nova Jersey. Segons el cens del 2008 tenia 7.350 habitants.

## Demografia
Segons el cens del 2000, Palmyra tenia 7.091 habitants, 3.004 habitatges, i 1.853 famílies. La densitat de població era de 1.382,8 habitants/km².
Dels 3.004 habitatges en un 26,7% hi vivien nens de menys de 18 anys, en un 45,1% hi vivien parelles casades, en un 12,5% dones solteres, i en un 38,3% no eren unitats familiars. En el 32% dels habitatges hi vivien persones soles el 10,1% de les quals corresponia a persones de 65 anys o més que vivien soles. El nombre mitjà de persones vivint en cada habitatge era de 2,36 i el nombre mitjà de persones que vivien en cada família era de 3,02.
Per edats la població es repartia de la següent manera: un 22,3% tenia menys de 18 anys, un 6,9% entre 18 i 24, un 33,5% entre 25 i 44, un 23,7% de 45 a 60 i un 13,5% 65 anys o més.
L'edat mediana era de 38 anys. Per cada 100 dones de 18 o més anys hi havia 87,8 homes.
La renda mediana per habitatge era de 51.150 $ i la renda mediana per família de 57.192 $. Els homes tenien una renda mediana de 42.910 $ mentre que les dones 31.445 $. La renda per capita de la població era de 23.454 $. Aproximadament el 2,2% de les famílies i el 4,2% de la població estaven per davall del llindar de pobresa.

## Poblacions més properes
El següent diagrama mostra les poblacions més properes.